# 住田崇
住田 崇（すみだ たかし）は、日本の演出家、プロデューサー。

## 人物
バカリズムと交流が深く、多くの作品に携わっている。

## 主な作品

### 映画
- 架空OL日記（2020年）
- 殺意の道程 （2021年）

### ドラマ
- バカリズムマン対怪人ボーズ（2009年）
- バカリズム THE MOVIE（2012年）
- LOVETOPIA（2013年）
- 実在性ミリオンアーサー（2014年）
- 潜入捜査アイドル・刑事ダンス（2016年）
- 住住（2017年・2020年・2021年）
- 架空OL日記（2017年）
- 怪獣倶楽部〜空想特撮青春記〜（2017年）
- 株式会社グレーゾーン・エージェンシー（2020年）
- 殺意の道程（2020年）
- 波よ聞いてくれ（2023年）
- 伝説の頭 翔（2024年）
- 風のふく島（2025年）

### バラエティ番組
- 未来ナース（1998年）
- ガチンコ！（1999年 ）
- C・C・C カークラッシュクラブ（2000年）
- 夜のワイド魂（2003年）
- 吾郎の細道（2004年）
- 吾郎のソナタ（2004年）
- 木村とご飯（2006年）
- 戦国鍋TV 〜なんとなく歴史が学べる映像〜（2010年）
- 爆笑 大日本アカン警察（2011年）
- ウルトラゾーン（2011年）
- 番組バカリズム（2013年・2014年・2015年・2018年）
- みんなとオマエラの歌（2013年 - 2019年）
- どぅんつくぱ 〜音楽の時間〜（2014年）
- もう！バカリズムさんのH！（2013年）
- オモクリ監督 〜O-Creator's TV show〜（2014年）
- もう！バカリズムさんのドH！（2014年）
- ダウンタウンなう（2015年）
- もう！バカリズムさんの超H！（2017年）
- セカイ系バラエティ 僕声（2018年）
- 猿以外の惑星（2019年）
- セカイ系バラエティ 僕声 シーズン2（2019年）
- 続・猿以外の惑星（2019年）
- 戦国炒飯TV 〜なんとなく歴史が学べる映像〜（2020年）
- 人志松本の酒のツマミになる話（2021年）
- インシデンツ（2022年）
- かがやけ! ミラクルボーイズ（2022年）
- 私のバカせまい史（2023年）
- インシデンツ　シーズン２（2024年）
- 鬼のドッキリで涙（2024年）

### アニメ
- 戦国鳥獣戯画（2016年）
- ビジネスフィッシュ（2019年）
- 四月一日さん家の（2019年）
- 四月一日さん家と（2020年）

### ドキュメンタリー
- NONFIX：ドッキュ麺（2016年・2018年）
- 是枝裕和×想田和宏　ドキュメンタリーを考える（2018年）
- NONFIX：ラーメン二郎という奇跡〜総帥・山田拓実の遺言〜（2022年）
- 東京ゲソ天ブルース（2024年）

### MV
- T-STYLE（バナナマン）「T-BACK」

### 舞台
- 東京03 第10回単独公演 「自分、自分、自分。」
- 東京03 第11回単独公演 「正論、異論、口論。」
- 東京03 第12回単独公演 「燥ぐ、驕る、暴く。」
- 東京03 第13回単独公演 「図星中の図星」
- 東京03 第14回単独公演 「後手中の後手」
- 東京03 第15回単独公演 「露骨中の露骨」
- 東京03 10周年記念 悪ふざけ公演「タチの悪い流れ」
- 東京03 第16回単独公演 「あるがままの君でいないで」
- 東京03 第17回単独公演 「時間に解決させないで」
- 東京03 第18回単独公演 「明日の風に吹かれないで」
- 東京03 第19回単独公演 「自己泥酔」
- 東京03 第20回単独公演 「不自然体」
- 東京03 第21回単独公演 「人間味風」
- 東京03 第22回単独公演 「ヤな塩梅」
- 東京03 第23回単独公演 「ヤな因果」
- 東京03 第24回単独公演 「ヤな覚悟」
- 東京03 第25回単独公演 「寄り添って割食って」
- 東京03 第25回単独公演 「腹割って腹立った」
- 東京03 FROLIC A HOLIC ラブストーリー「取り返しのつかない姿」
- 東京03 FROLIC A HOLIC「何が格好いいのか、まだ分からない。」
- バカリズムライブ「ドラマチック」
- バカリズムライブ「image」
- バカリズムライブ「○○」
- バカリズムライブ「信用」
- バカリズムライブ「fiction」
- バカリズムライブ番外編「バカリズム案8」
- バカリズムライブ番外編「バカリズム案９」